# Hugo Simberg
Hugo Gerhard Simberg (24 de junio de 1873, Hamina (originalmente Fredrikshamn sueco)-12 de julio de 1917, Ahtari) fue un pintor simbolista y artista gráfico finlandés. 

## Vida y carrera
Fue hijo del coronel Nicolai Simberg y de Ebba Matilda Simberg (nacida Widenius). En 1891, a la edad de 18 años, se enroló en la Escuela de Pintura de los Amigos del Arte de Viipuri y también estudió en la Escuela de Pintura de la Asociación Finlandesa de Artes de 1893 a 1895, pero en 1895 decidió volverse pupilo particular de Akseli Gallen-Kallela en el solitario estudio Kalela en Ruovesi. Estudió con Gallen-Kallela durante tres períodos entre 1895 y 1897. 
En 1896 fue a Londres y en 1897 a París e Italia. Durante esos años exhibió varios trabajos en las exhibiciones otoñales de artistas finlandeses, incluidos Otoño, Escarcha, El diablo tocando música y La tía Alexandra, los cuales fueron bien recibidos. Un momento importante de su vida, sucedió cuando fue elegido miembro de la Asociación Finlandesa de Artes y como profesor de la Escuela de Pintura de los Amigos del Arte de Viipuri. En 1904 fue comisionado para decorar el interior de la iglesia de San Juan en Tampere (ahora Catedral de Tampere), un proyecto que llevó a cabo junto con Magnus Enckell entre 1904 y 1906. De 1907 a 1917 enseñó en la Escuela de Pintura de la Asociación Finlandesa de Artes.
En 1910 se casó con Anni Bremer. Tuvieron dos hijos, Tom y Uhra Beata, quien fue una artista tejedora de rya (alfombra tradicional escandinava, hecha con lana de pelo largo). Simberg murió en Ähtäri en 1917. Su biógrafa,  Helena Ruuska, sospecha que luchó con una enfermedad desconocida, probablemente sífilis, durante mucho tiempo.
Sus pinturas ponen énfasis, predominantemente, en tópicos sobrenaturales y macabros. Un buen ejemplo es Koulema kuuntele (La Muerte escucha), donde representa a la muerte personificada por un esqueleto que usa un abrigo negro, escuchando con la cabeza inclinada cómo un joven toca el violín; en el fondo esta una anciana acostada en una cama, con aspecto de enferma. Con esto se sugiere que la muerte está ahí para llevarse a la anciana, pero espera a que el joven, quizá el hijo de la anciana, concluya su pieza de violín.

## Algunas pinturas de Simberg
- El jardín de la muerte (1896)
- La muerte escucha (1897)
- Dos pasajeros (1901)
- El ángel herido (1903)